# Závija
Závija (arabul: الزاوية, Az Zāwiyaẗ) város Líbiában, a Földközi-tenger partján. A róla elnevezett tartomány székhelye.

## Fekvése
Závija Líbia északnyugati részén helyezkedik el, a Földközi-tenger partján, a történelmi Tripolitánia régióban. A fővárostól, Tripolitól mintegy 50 km-re nyugatra található.

## Története
Závija az 1970-es évektől Líbia egyik fontos olajkitermelői és feldolgozói központja. A város fontosságának növekedése a népességszám változásában is nyomon követhető: míg az 1973-as népszámlálás idején még csak 91 603 fő lakta a várost, ez a szám 2011-re mintegy 200 000 főre nőtt, egyben Závija az ország ötödik legnagyobb városává vált. 1988-ban a líbiai hatóságok egyetemet is alapítottak itt.
A város fontos szerepet töltött be a 2011-es líbiai polgárháborúban, amikor területén súlyos összecsapások zajlottak a Moammer Kadhafihoz hű csapatok és a lázadók közt. Habár 2011 februárjában a város ideiglenesen a lázadók kezére került, a kormányerők március elején sikeresen visszafoglalták és csak a háború befejező szakaszában, augusztus végén került ismét a lázadók kezére, akik innen indították meg hadműveletüket a főváros, Tripoli bevételére.